# Al Smith
Alfred Emanuel Smith, född 30 december 1873 i New York, död där 4 oktober 1944, var en amerikansk politiker. Han var guvernör i delstaten New York 1919–1920 samt 1923–1928 och demokraternas presidentkandidat i presidentvalet i USA 1928. Han var en framstående katolik och företrädare för irländskättade amerikaner. Han själv var av irländsk, tysk, italiensk och angloirländsk härkomst.
Smith förlorade 1928 års presidentval mot Herbert Hoover. Han var den första katoliken som hade nominerats av ett av de stora partierna. Att han var katolik bidrog starkt till att han förlorade valet , i kombination med hans motstånd mot alkoholförbudet.
Efter valet blev han verkställande direktör för Empire State, Inc., företaget som byggde Empire State Building. Skyskrapan blev färdig 1931. Smith stödde Franklin D. Roosevelt i presidentvalet 1932 men blev så småningom en av ledande motståndarna till presidenten och reformprogrammet New Deal. Han stödde republikanen Alf Landon mot Roosevelt i presidentvalet i USA 1936. Också i presidentvalet i USA 1940 stödde han republikanen Wendell Willkie mot Roosevelt.